# Kereszténydemokrata Mozgalom
A Kereszténydemokrata Mozgalom (szlovákul Kresťanskodemokratické hnutie, KDH) jobbközép politikai párt Szlovákiában.

## Története
A párt tagja volt a Mikuláš Dzurinda vezette kormánykoalíciónak, de 2006. február 7-én kilépett, miután összekülönböztek Dzurindával a Vatikánnal kötött nemzetközi szerződés bizonyos pontjait illetően. Egyes megfigyelők szerint ez csak ürügy volt, és a valódi ok az volt, hogy a párt a júniusi választások előtt még időben el akarta hagyni a népszerűtlenné vált koalíciót. 
A KDH 1990-ben alakult, az 1990-es években Ján Čarnogurský vezette, 2000-től pedig Pavol Hrušovský. Elnöke 2009-től 2016-ig Ján Figeľ, az első Barroso-bizottság korábbi oktatási biztosa, majd a 2016-os sikertelen parlamenti választások miatt Figel lemondott, helyette Alojz Hlina volt parlamenti képviselő lett az új pártelnök
A 2006-os szlovákiai képviselőválasztáson a KDH 8,3%-ot szerzett, ami 14 mandátumot jelent a 150 fős szlovák parlamentben.
A 2016-os szlovákiai parlamenti választáson kiesett, mivel nem szerezte meg az 5 százalékos parlamenti küszöböt.

## A párt elnökei
- Ján Čarnogurský (1990-2000)
- Pavol Hrušovský (2000-2009)
- Ján Figeľ (2009-2016)
- Alojz Hlina (2016-2020)
- Milan Majerský (2020-napjainkig)

## Választási eredmények

### Parlamenti választások
| Választás | Szavazatok száma | Szavazatok aránya | Mandátumok száma | Mandátumok aránya | Parlamenti szerepe |
| --------- | ---------------- | ----------------- | ---------------- | ----------------- | ------------------ |
| 1990-es   | 648 782          | 19,21%            | 31               | 20,67%            | kormánypárt        |
| 1992-es   | 273 945          | 8,89%             | 18               | 12,00%            | ellenzék           |
| 1994-es   | 289 987          | 10,08%            | 17               | 11,33%            | ellenzék           |
| 1998-as   | 884 497          | 26,33%            | 42               | 28,00%            | kormánypárt        |
| 2002-es   | 237 202          | 8,25%             | 15               | 10,00%            | kormánypárt        |
| 2006-os   | 191 443          | 8,31%             | 14               | 9,33%             | ellenzék           |
| 2010-es   | 215 755          | 8,53%             | 15               | 10,00%            | kormánypárt        |
| 2012-es   | 225 361          | 8,82%             | 16               | 10,67%            | ellenzék           |
| 2016-os   | 128 908          | 4,94%             | 0                | 0%                | nem jutott be      |
| 2020-as   | 134 099          | 4,65%             | 0                | 0%                | nem jutott be      |
| 2023-as   | 202 515          | 6,82%             | 12               | 8,3%              | ellenzék           |

#### A szavazatok területi megoszlása

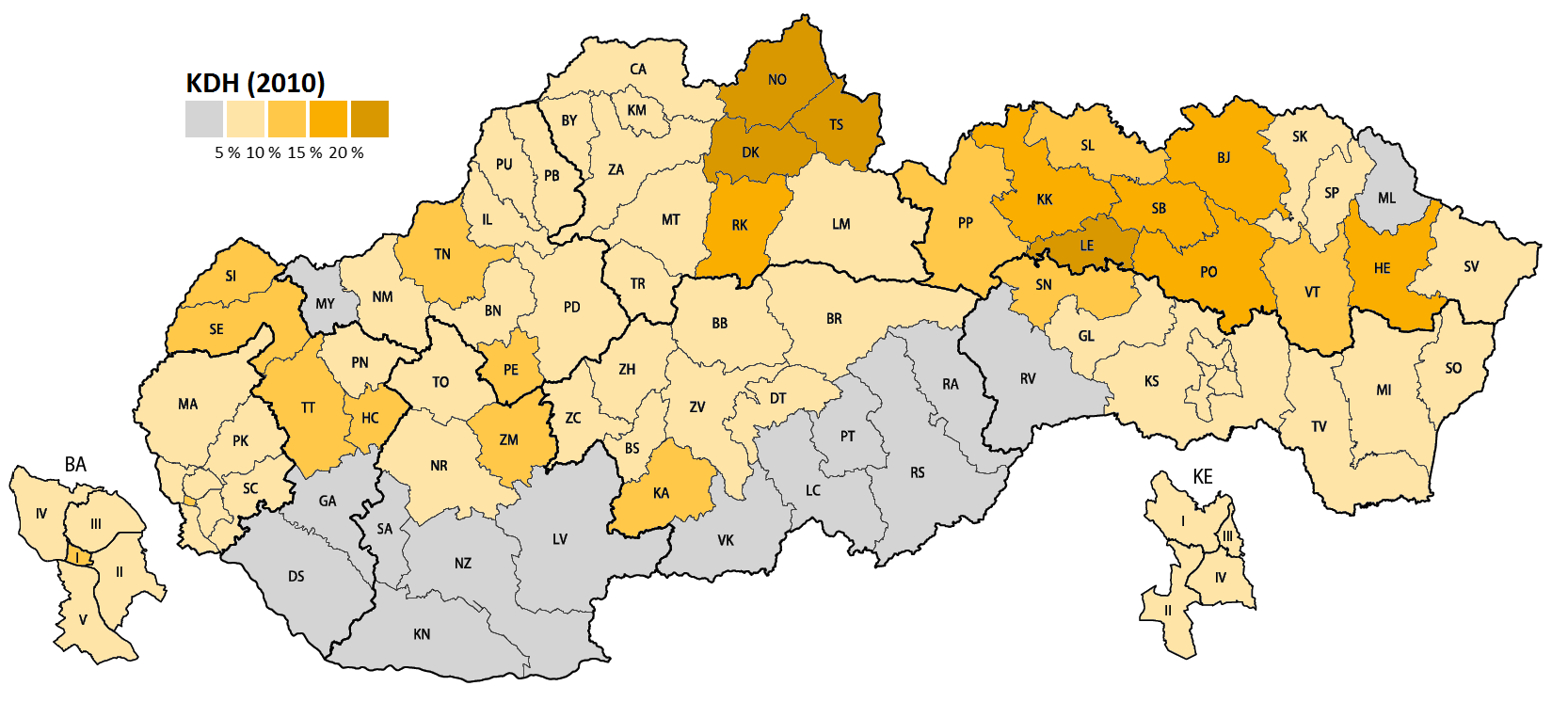
A KDH által elért százalékos eredmény Szlovákia egyes járásaiban a 2010-es parlamenti választáson
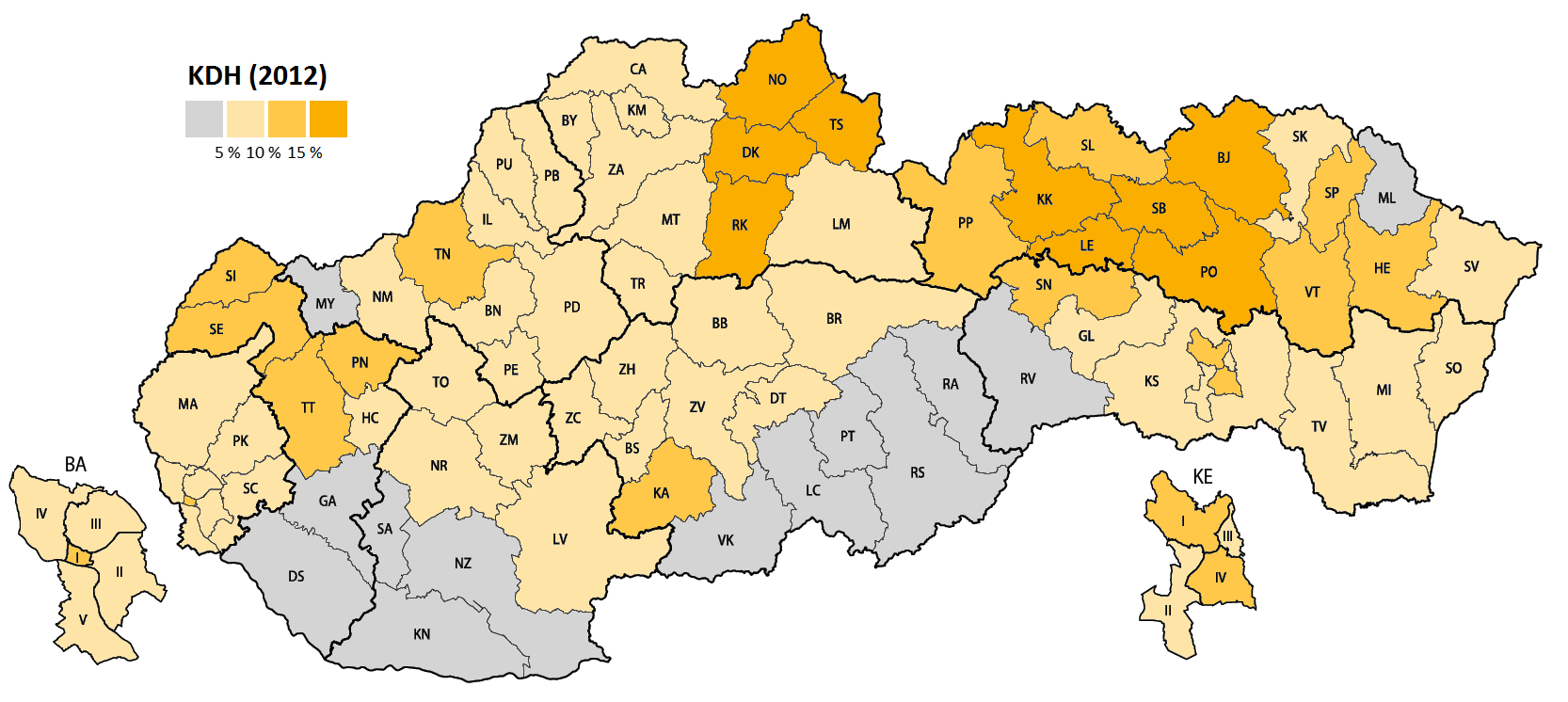
A KDH által elért százalékos eredmény Szlovákia egyes járásaiban a 2012-es parlamenti választáson
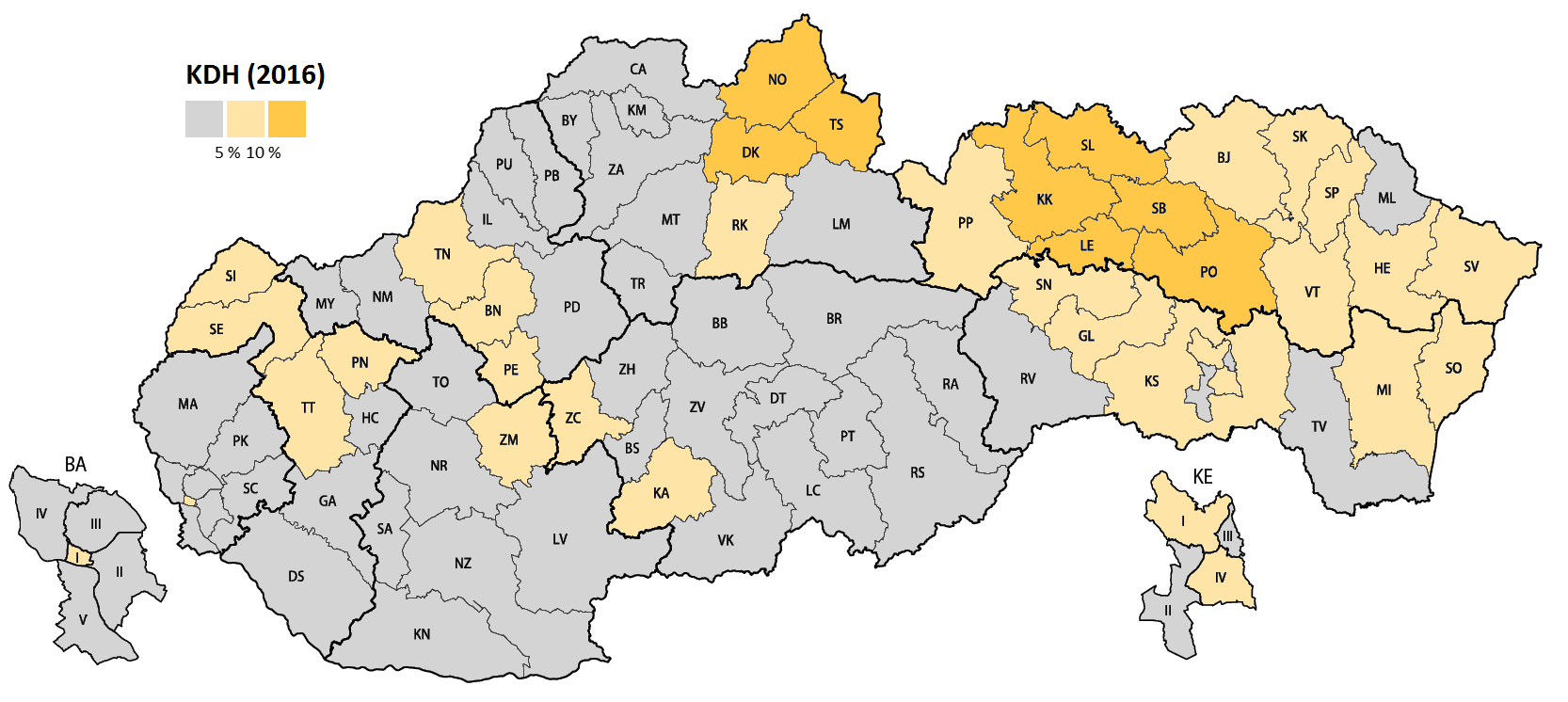
A KDH által elért százalékos eredmény Szlovákia egyes járásaiban a 2016-es parlamenti választáson
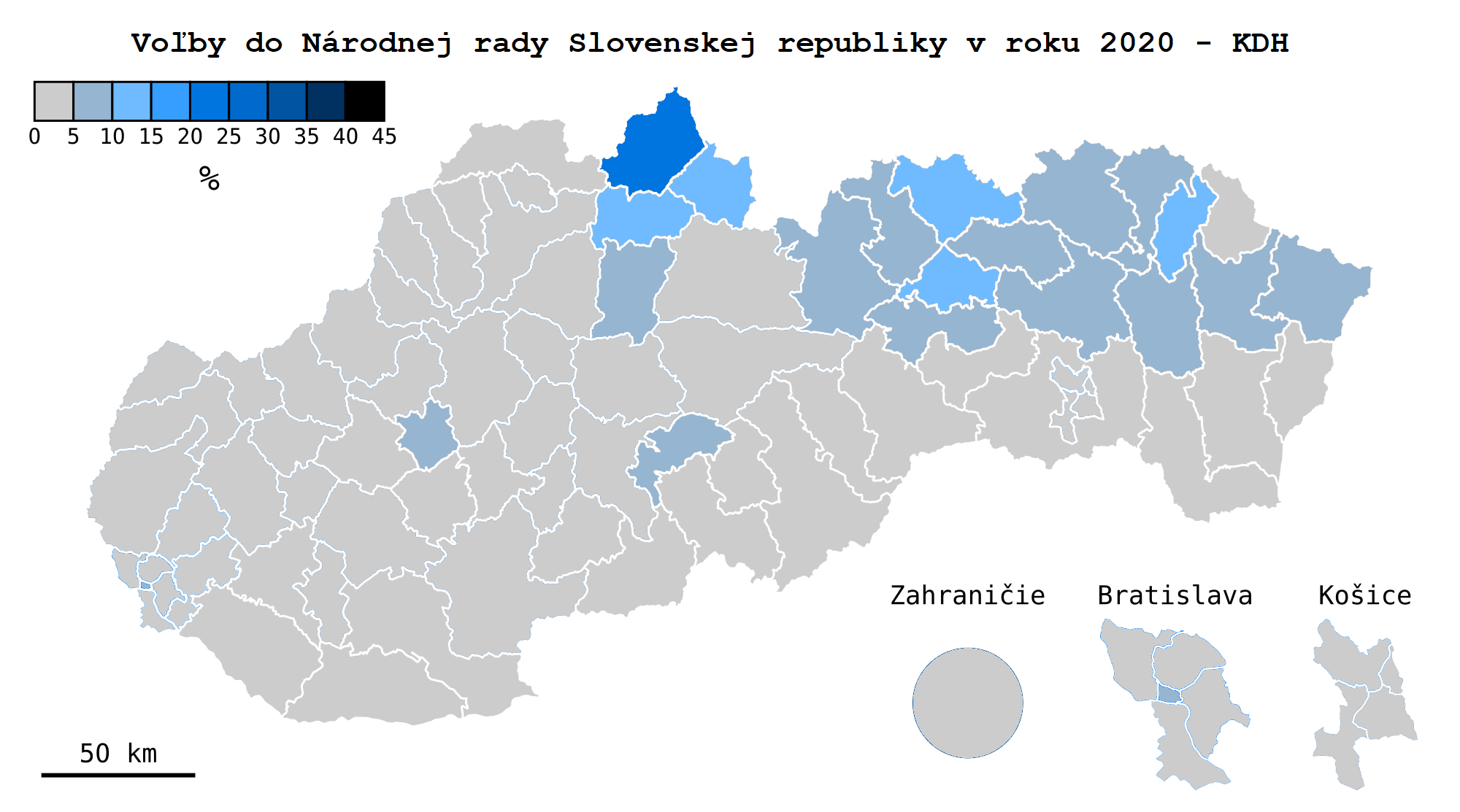
A KDH által elért százalékos eredmény Szlovákia egyes járásaiban a 2020-as parlamenti választáson
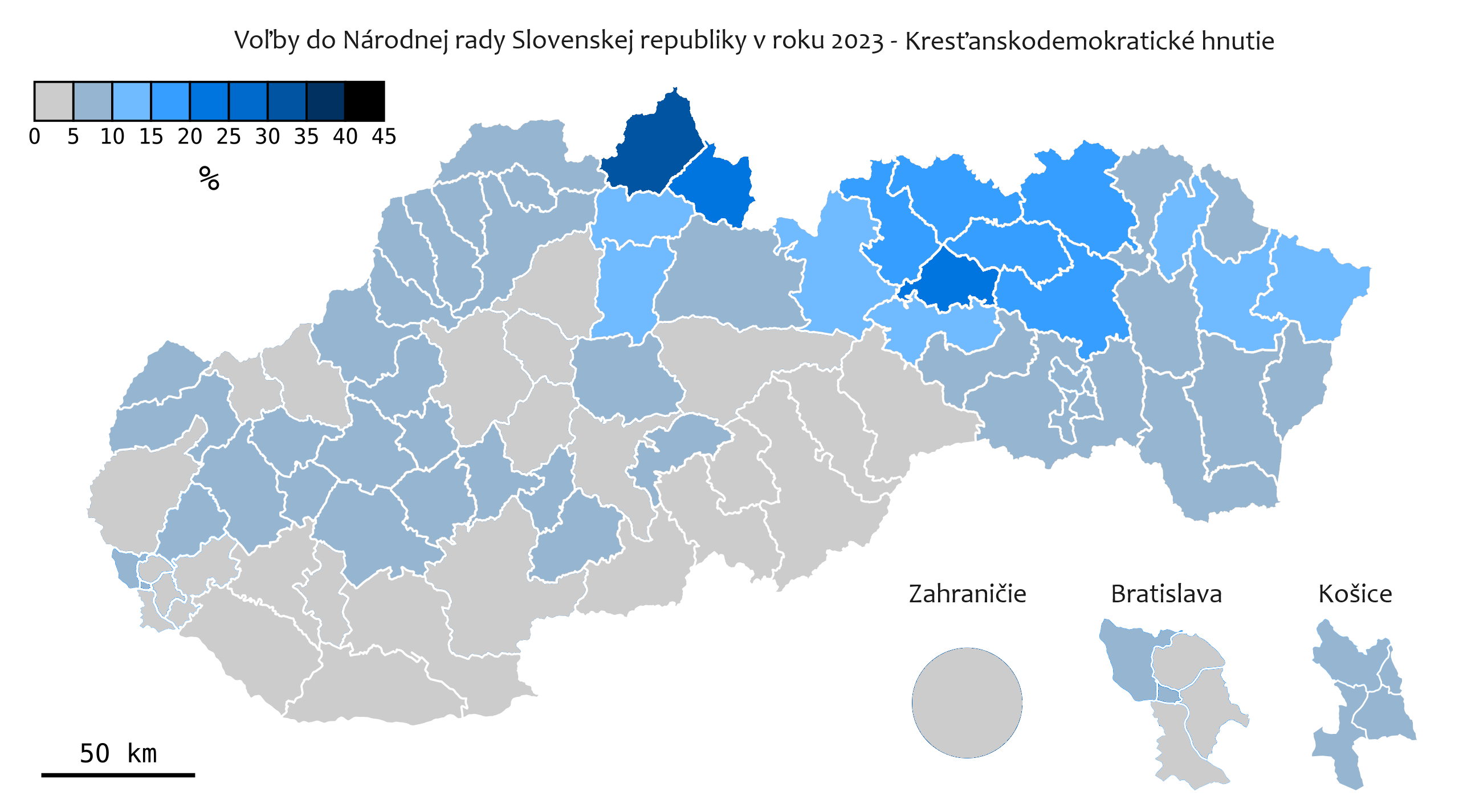
A KDH által elért százalékos eredmény Szlovákia egyes járásaiban a 2023-as parlamenti választáson

### Európai parlamenti választások
| Választás | Szavazatok száma | Szavazatok aránya | Mandátumok száma | Európai parlamenti csoport                    |
| --------- | ---------------- | ----------------- | ---------------- | --------------------------------------------- |
| 2004-es   | 113 655          | 16,20%            | 3                | Európai Néppárt – Európai Demokraták (EPP–ED) |
| 2009-es   | 89 905           | 10,87%            | 2                | Európai Néppárt (Kereszténydemokraták) (EPP)  |
| 2014-es   | 74 108           | 13,22%            | 2                | Európai Néppárt (Kereszténydemokraták) (EPP)  |
| 2019-es   | 95 588           | 9,70%             | 2                | Európai Néppárt (Kereszténydemokraták) (EPP)  |
| 2024-es   | 105 602          | 7,15%             | 1                | Európai Néppárt (Kereszténydemokraták) (EPP)  |

#### A szavazatok területi megoszlása

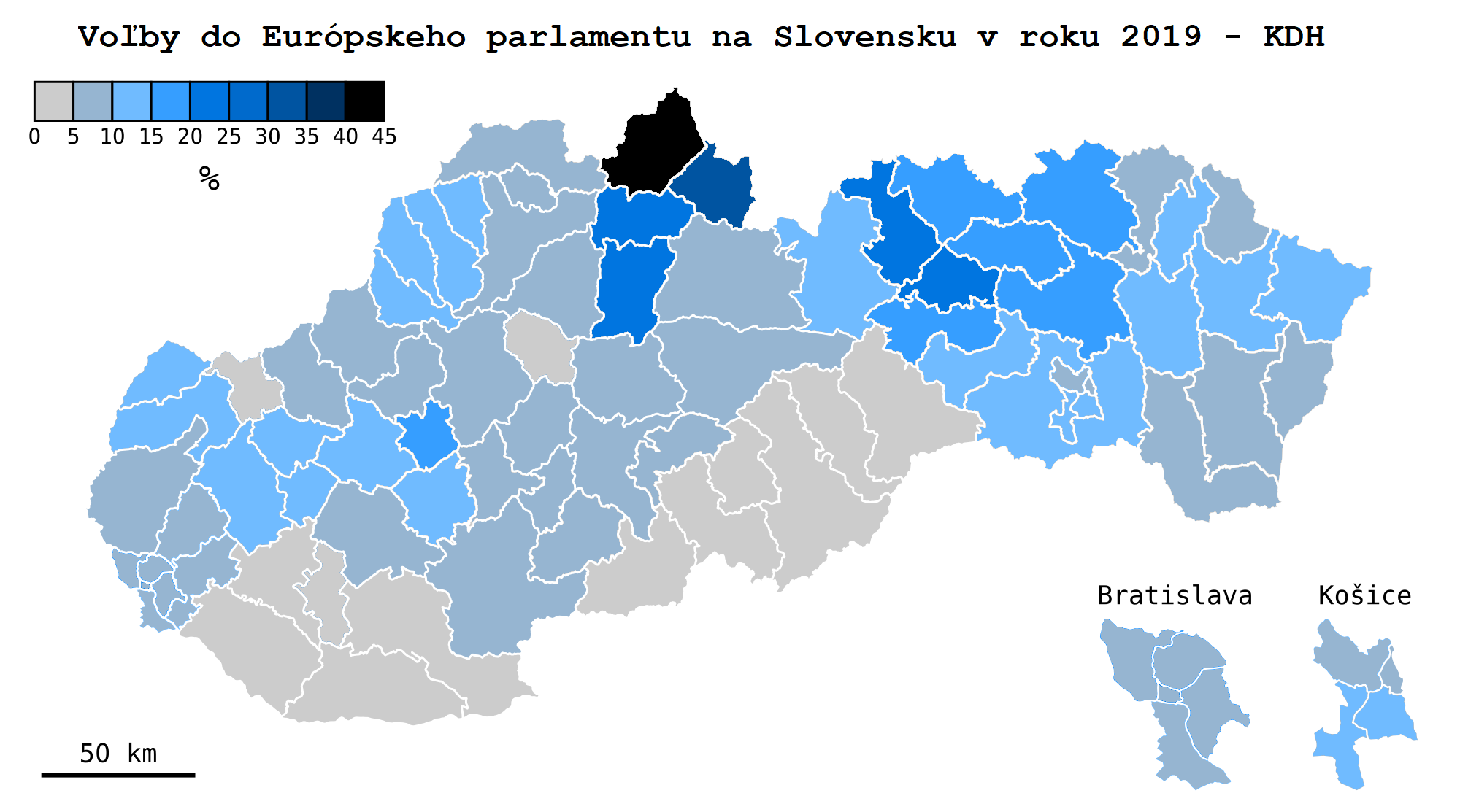
A KDH által elért százalékos eredmény Szlovákia egyes járásaiban a 2019-es európai parlamenti választáson